# Heliophanus charlesi
Heliophanus charlesi är en spindelart som beskrevs av Wesolowska 2003. Heliophanus charlesi ingår i släktet Heliophanus och familjen hoppspindlar. Inga underarter finns listade i Catalogue of Life.